# Emoliente

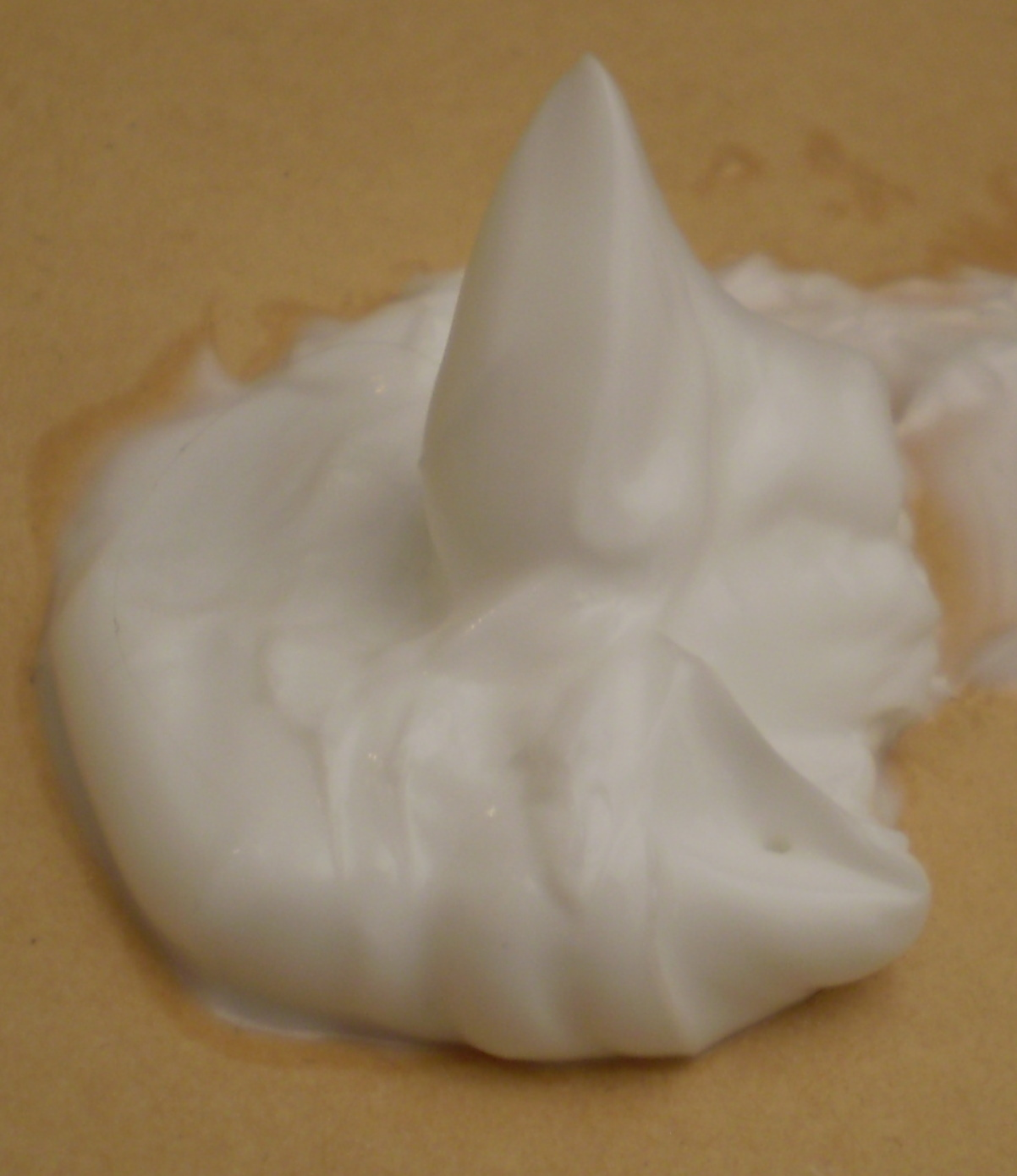
São recomendados para pessoas que tomam banho todos os dias mais de uma vez para evitar o ressecamento e lesões na pele.

Emolientes ou cremes hidratantes são formulações semissólidas, viscosas e monofásicas, possuindo combinações de água, óleos e gorduras destinadas a ajudar a hidratar a pele e restaurar a oleosidade perdida devido ao ressecamento da pele. É o principal agente dos cremes hidratantes.
Atuam na epiderme por meio da sua hidrofobicidade, impedindo a desidratação da pele. O termo deriva da sua ação de manter os tecidos mais macios ou moles.
Quando usados corretamente, são parte essencial do controle da dermatite (infeção da pele) e das providências de que a pele precisa para melhorar. Estão disponíveis sob a forma de unguentos, loções e substitutos do sabonete, bem como de óleos para o banho, lubrificantes, como a vaselina e cremes para as mãos e pés.
Os emolientes podem ser utilizados para finalidades simples, por exemplo hidratar pés ressecados, até tratamentos mais sérios, como tratamentos de psoríase.